# Zator lodowy
Zator lodowy – zjawisko polegające na znacznym wypełnieniu koryta rzeki krą i zmniejszeniem bądź zablokowaniem jego przekroju. Występuje przy tym podpiętrznie wody, mogące prowadzić do powodzi. Jest wiele typów zatorów mających różne genezy. W Polsce często powstają one na długich rzekach płynących południkowo: (Wisła, Bug, Odra, Warta). W ich górnym biegu ruszyły już lody, natomiast dolny bieg ciągle jest pokryty lodem.